# Isperih
Isperih (en bulgare : Исперих) est une ville du nord-est de la Bulgarie située dans la province (oblast) de Razgrad, au centre de la région de Loudogorié. La ville est le centre administratif de l'obchtina d'Isperikh.

## Géographie
En 2015, la ville comptait une population de 9 006 habitants.